# Cisticola
Cisticola es un género de aves paseriformes perteneciente a la familia Cisticolidae. Anteriormente se clasificaba en la familia Sylviidae.

## Especies

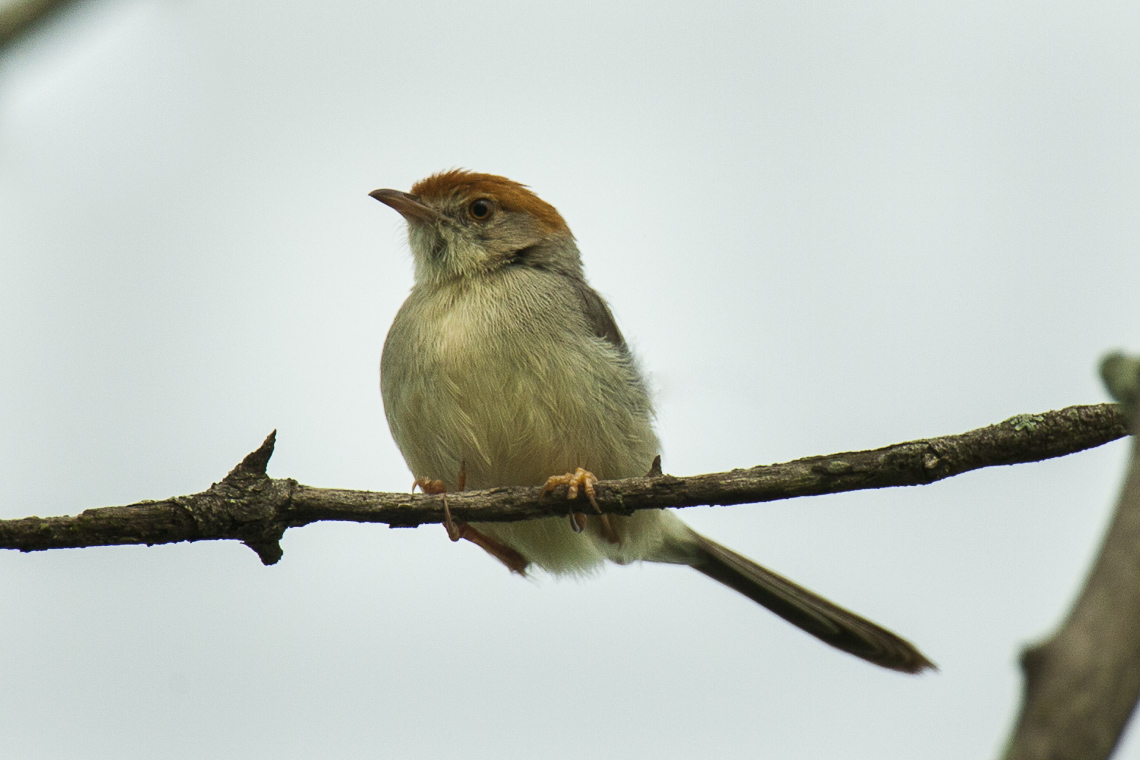
Cisticola angusticauda.

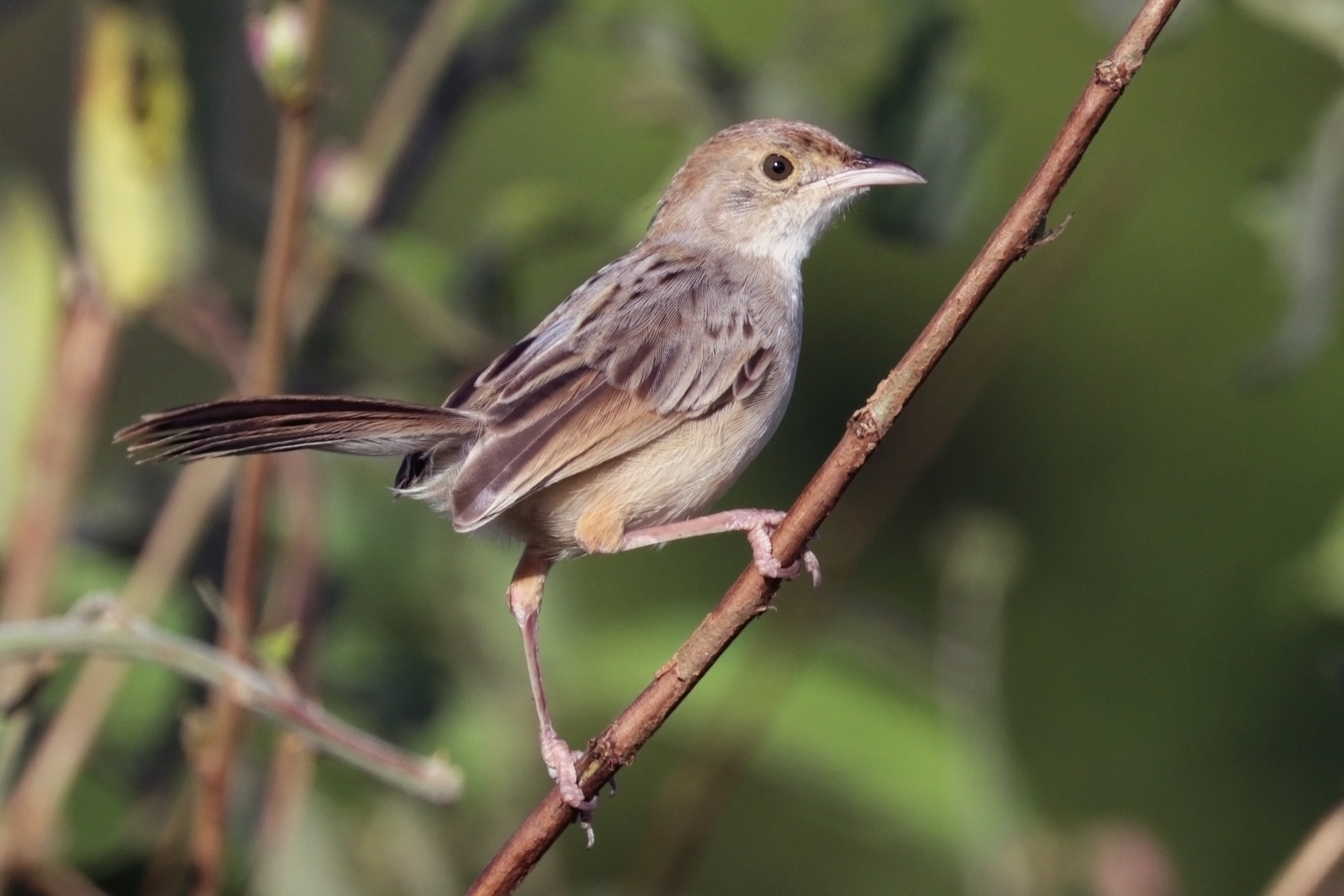
Cisticola chiniana.

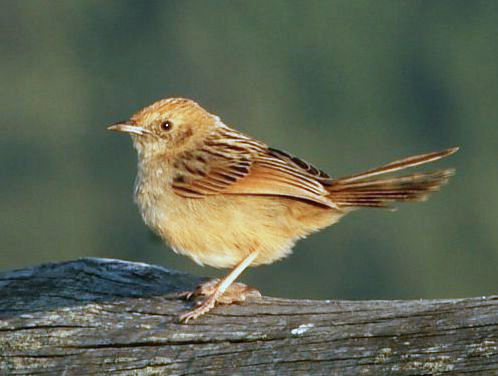
Cisticola lais.

El género contiene las siguientes especies:
- Cisticola aberdare Lynes, 1930 – cistícola de los Aberdare;
- Cisticola aberrans (A; Smith, 1843) – cistícola perezoso;
- Cisticola angusticauda Reichenow, 1891 – cistícola colifino;
- Cisticola anonymus (J; W; von Müller, 1855) – cistícola charlatán;
- Cisticola aridulus Witherby, 1900 – cistícola del Kalahari;
- Cisticola ayresii Hartlaub, 1863 – cistícola de Ayres;
- Cisticola bodessa Mearns, 1913 – cistícola boran;
- Cisticola brachypterus (Sharpe, 1870) – cistícola alicorto;
- Cisticola brunnescens Heuglin, 1862 – cistícola pectoral;
- Cisticola bulliens Lynes, 1930 – cistícola murmurador;
- Cisticola cantans (Heuglin, 1869) – cistícola cantor;
- Cisticola carruthersi Ogilvie-Grant, 1909 – cistícola de Carruthers;
- Cisticola cherina (A; Smith, 1843) – cistícola malgache;
- Cisticola chiniana (A; Smith, 1843) – cistícola cascabel;
- Cisticola chubbi Sharpe, 1892 – cistícola de Chubb;
- Cisticola cinereolus Salvadori, 1888 – cistícola ceniciento;
- Cisticola cinnamomeus Reichenow, 1904 – cistícola castaño;
- Cisticola dambo Lynes, 1931 – cistícola dambo;
- Cisticola distinctus Lynes, 1930 – cistícola de Lynes;
- Cisticola emini Reichenow, 1892 – cistícola de las rocas;
- Cisticola erythrops (Hartlaub, 1857) – cistícola carirrojo;
- Cisticola exilis (Vigors & Horsfield, 1827) – cistícola cabecidorado
- Cisticola eximius (Heuglin, 1869) – cistícola dorsinegro;
- Cisticola fulvicapilla (Vieillot, 1817) – cistícola coronirrufo;
- Cisticola galactotes (Temminck, 1821) – cistícola alirrojo;
- Cisticola guinea Lynes, 1930 – cistícola de Dorst;
- Cisticola haematocephalus Cabanis, 1868 – cistícola costero;
- Cisticola haesitatus (P; L; Sclater & Hartlaub, 1881) – cistícola de Socotora;
- Cisticola hunteri Shelley, 1889 – cistícola de Hunter;
- Cisticola juncidis (Rafinesque, 1810) – cistícola buitrón;
- Cisticola lais (Hartlaub & Finsch, 1870) – cistícola plañidero;
- Cisticola lateralis (Fraser, 1843) – cistícola silbador;
- Cisticola luapula Lynes, 1933 – cistícola del Luapula;
- Cisticola lugubris (Rüppell, 1840) – cistícola lúgubre;
- Cisticola marginatus (Heuglin, 1869) – cistícola del Nilo;
- Cisticola melanurus (Cabanis, 1882) – cistícola colinegro;
- Cisticola nana Fischer & Reichenow, 1884 – cistícola enano;
- Cisticola natalensis (A; Smith, 1843) – cistícola de Natal;
- Cisticola nigriloris Shelley, 1897 – cistícola enmascarado;
- Cisticola njombe Lynes, 1933 – cistícola de Njombé;
- Cisticola pipiens Lynes, 1930 – cistícola gorjeador;
- Cisticola restrictus Traylor, 1967 – cistícola del Tana;
- Cisticola robustus (Rüppell, 1845) – cistícola robusto;
- Cisticola ruficeps (Cretzschmar, 1830) – cistícola cabecirrojo;
- Cisticola rufilatus (Hartlaub, 1870) – cistícola gris;
- Cisticola rufus (Fraser, 1843) – cistícola rojizo;
- Cisticola subruficapilla (A; Smith, 1843) – cistícola dorsigrís;
- Cisticola textrix (Vieillot, 1817) – cistícola pinc-pinc;
- Cisticola tinniens (Lichtenstein, 1842) – cistícola de Levaillant;
- Cisticola troglodytes (Antinori, 1864) – cistícola zorruno;
- Cisticola woosnami Ogilvie-Grant, 1908 – cistícola de Woosnam.